# Les Mômes de la cloche
Les Mômes de la cloche est une chanson de Vincent Scotto et André Decaye (qui s'est suicidé en 1930),  composée et déposée à la SACEM en 1917.
Elle est créée en 1918 par Nine Pinson  sur la scène de l'Européen à Paris. Une version studio a été réalisée et diffusée sur disque Pathé 4938 matrice 2352.
Elle est chantée en 1933 par Berthe Sylva.
Les Mômes de la cloche est la première chanson enregistrée par La môme Piaf (pseudonyme utilisé jusqu'en 1937 pour créditer les disques d'Édith Piaf) le 18 décembre 1935 sur disque Polydor 524.157, accompagné à l'accordéon par les frères Médinger.

## Paroles
D'un bout à l'autre de la semaine,
Sur les boulevards, dans les faubourgs,
On les voit traîner par centaines,
Leurs guêtres sales et leurs amours
Dans des chemises de dix sous.
Sous la lumière des réverbères,
Prenant des airs de Pompadour,
Ce sont nos belles ferronnières,
Ce sont nos poupées, nos guignols, nos pantins.
Écoutez dans la nuit,
Elles chantent ce refrain :
C'est nous les mômes, les mômes de la cloche,
Clochards qui s'en vont sans un rond en poche.
C'est nous les paumées, les purées d'paumées
Qui sommes aimées un soir n'importe où.
Nous avons pourtant
L'cœur pas exigeant
Mais personne n'en veut.
Eh ben tant pis pour eux.
Qu'è'qu'ça fout,
On s'en fout !
Nul ne s'y accroche.
Il n'y a pas d'amour
Et l'on sera toujours
Les mômes de la cloche !
Mais comme elles n'ont pas les toilettes
Qu'il faut pour les quartiers rupins,
C'est pas aux Galeries Lafayette
Qu'elles vont faire chaque soir leur turbin.
Le long du canal Saint-Martin,
Au Sébasto, à la chapelle,
On est toujours assez gandin
Pour le monsieur qui vous appelle.
C'est d'l'article populaire, c'est pas du beau joujou.
'y a pas d'poupées en soie
Aux bazars à trente sous.
C'est nous les mômes, les mômes de la cloche,
Clochards qui s'en vont sans un rond en poche.
C'est nous les paumées, les purées d'paumées
Qui sommes aimées un soir n'importe où.
Tout comme nos ribouis,
Nous n'sommes pas vernies.
Jamais l'on ira
Sur la Riviera.
Qu'è'qu'ça fout,
On s'en fout !
Quand l'agent nous chauffe,
On va faire quatre jours
Là-bas à la Tour.
Les mômes de la cloche,
Elles ont vendu toutes leurs caresses.
Elles furent payées tant bien que mal,
Puis un jour, plus rien dans la caisse,
Elles vont se fiche dans l'canal
Et sans avoir comme un cheval
La pitié des gens de la rue,
On les emmène à l'hôpital.
La foule dit " bah, ce n'est qu'une grue"
Et voilà comment nos poupées, nos pantins,
Lorsqu'elles n'ont plus le sou
S'en vont toutes à Pantin.
C'est nous les mômes, les mômes de la cloche,
Clochards qui s'en vont sans ami, sans proche.
C'est nous les paumées, les purées d'paumées
Qui s'en vont dormir dans l'horrible trou.
Derrière not' convoi
Jamais l'on ne voit
Ni fleurs ni couronnes,
Pas même une personne
Qu'è'qu'ça fout,
On s'en fout !
Quand la mort nous fauche,
C'est not' plus beau jour.
Cloches, sonnez pour
Les mômes de la cloche !...